# Вербукховен, Эжен
Эжен Жозеф Вербукховен (Вербукговен; фр. Eugène Joseph Verboeckhoven; 8 июня 1799, Warneton, Эно — 19 января 1881[…], Схарбек) — бельгийский художник-анималист. Иностранный член Императорской академии художеств в Санкт-Петербурге. Старший брат художника-анималиста Шарля Луи Вербукховена (1799—1881).

## Биография

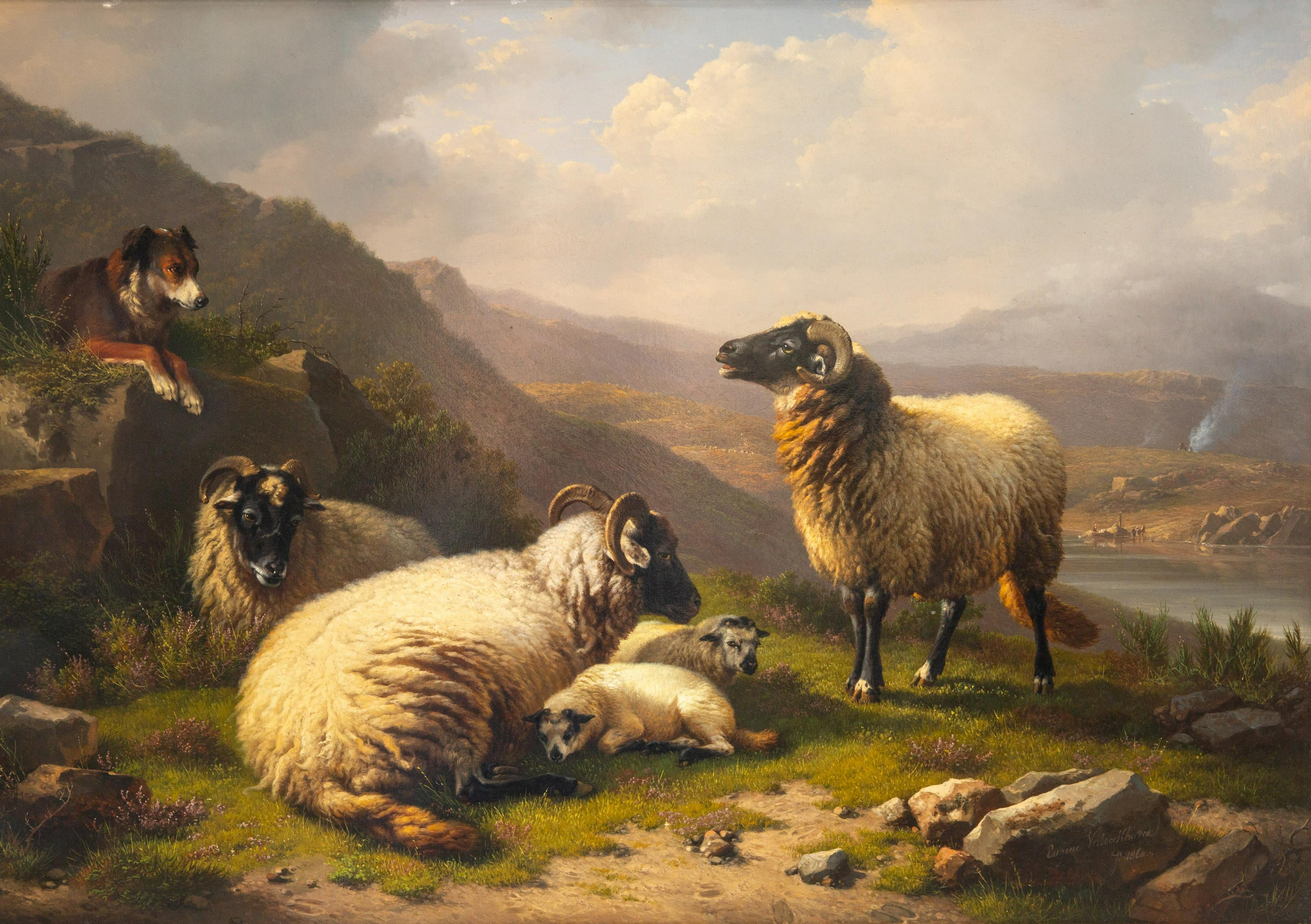
Овцы с пастушьей собакой

Родился в 1798 году в семье скульптора Бартелеми Вербукховена. Учился сперва у своего отца, в дальнейшем для продолжения обучения переехал в Гент. 
В последующие годы Вербукховен был постоянным экспонентом Брюссельского салона (1827–1860), также выставлял свои картины на Гентском салоне (в 1820 и 1824 годах). 
Активно участвовал в Бельгийской революции 1830 года, за что в дальнейшем был награждён бельгийским Военным крестом. 
Имея репутацию одного из ведущих анималистов своего поколения, Вербукховен был действительным членом академий художеств Брюсселя, Гента, Антверпена, Санкт-Петербурга и Амстердама. Он был награждён целым рядом орденов различных европейских стран, включая бельгийский орден Леопольда, французский орден Почётного легиона, австрийский орден Франца Иосифа, португальский орден Христа. 
Помимо станковых картин, создавал также скульптуры, литографии и гравюры; считался превосходным рисовальщиком, был автором множества карандашных эскизов и путевых зарисовок. Кроме анималистической живописи, писал пейзажи, портреты и исторические сцены. Много путешествовал по Европе, посетив такие страны, как Франция, Великобритания, Германия, Италия и Швейцария. Имел множество учеников. 
Был видным масоном, причём до такой степени привязанным к этому учению, что начиная с 1834 года (время от времени; после 1850 года — всегда) добавлял масонский треугольник к своей подписи.
Скончался Вербукховен в 1881 году в Схарбеке.
В современных российских музеях находятся, по крайней мере, следующие картины Вербукховена: в Омском художественном музее имени Врубеля — «Стадо», в музее-заповеднике «Петергоф» — «Пейзаж с коровами и овцами», в Тульском художественном музее — «Гористый пейзаж», в ГМИИ имени Пушкина в Москве —  три работы («Осёл и овцы», «Овцы» и «Стадо»), в Музее Академии художеств в Санкт-Петербурге — «Овцы» и «Дерущиеся быки».

## Вербукховен вЭСБЕ
Эжен Жозеф В. живописец животных, литограф и гравёр (…). Первые познания в рисовании он получил от своего отца, скульптора Бартоломе В., под руководством которого в молодости лепил из глины лошадей и других животных. Не оставляя этих скульптурных упражнений, он стал заниматься живописью и вскоре приобрел в ней громкую известность. Из мастерской, открытой им в 1847 году в Брюсселе, вышло множество картин — преимущественно пейзажей с фигурами овец, ослов и коз, замечательных по верной характеристике породы и нрава каждого из этих животных, по совершенству рисунка и тщательности отделки, но несколько сероватых по колориту. Кроме того, им издан сборник оригинальных его гравюр («Etude à l’eau forte», 22 листа) и две серии литографий («Etude de paysages» и «Etudes d’animaux»). Картины В. встречаются у многих петербургских любителей живописи; одна из них находится в Императорской Академии художеств, в Кушелевской галерее.
— Вербукговен // Энциклопедический словарь Брокгауза и Ефрона : в 86 т. (82 т. и 4 доп.). — СПб., 1890—1907.

## Галерея

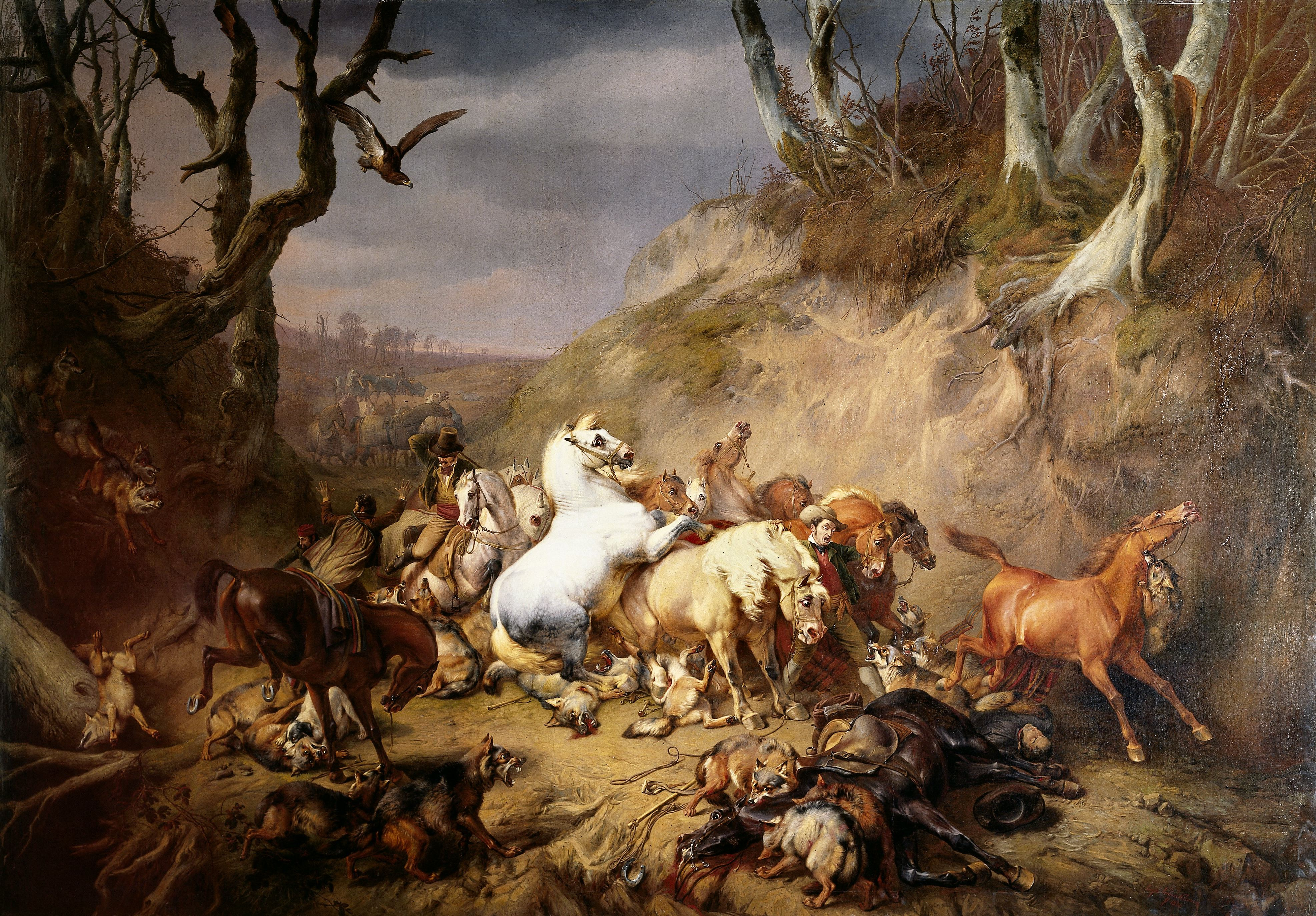
Голодные волки атакуют лошадей и всадников
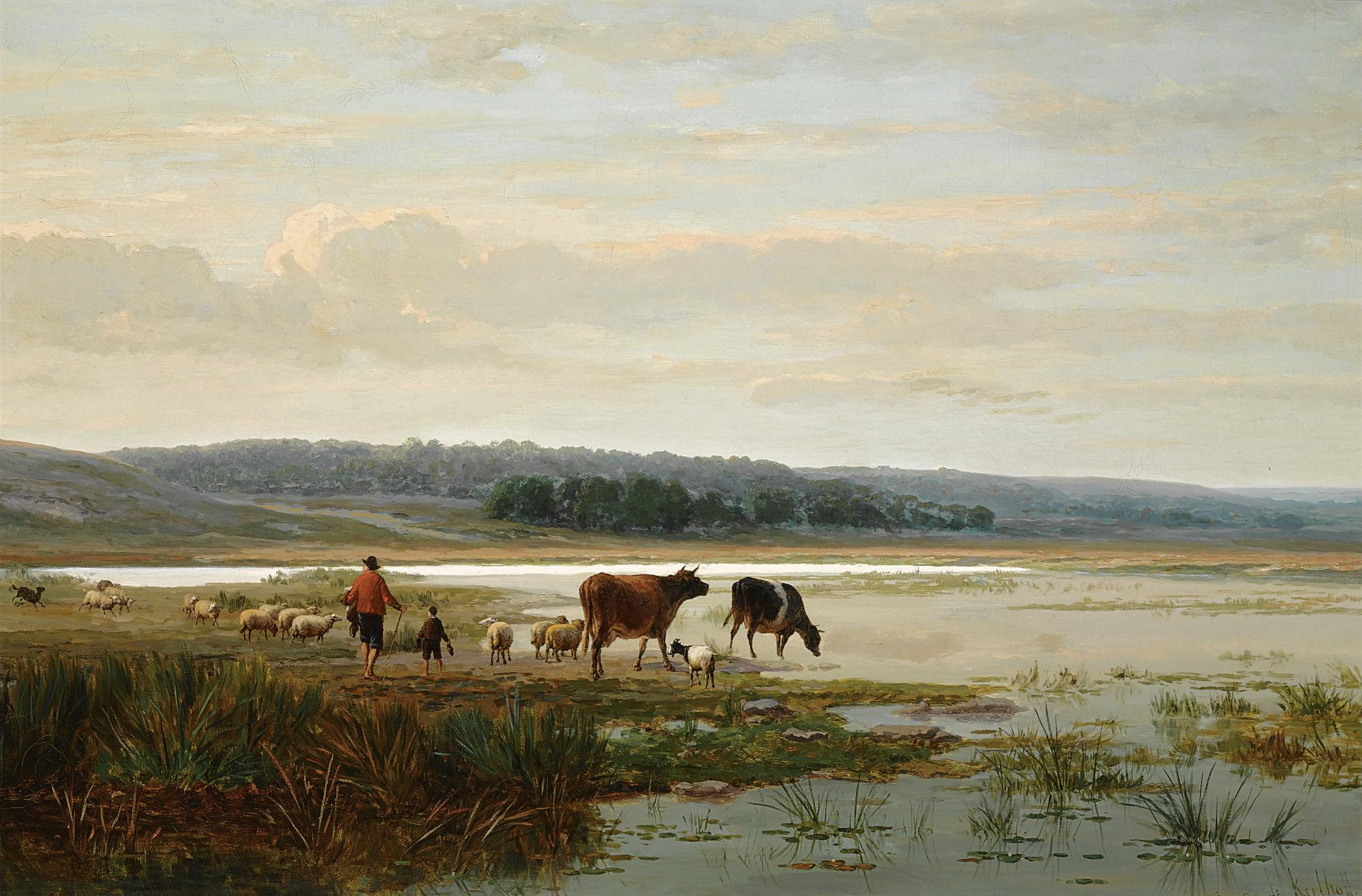
Пейзаж со стадом на рассвете
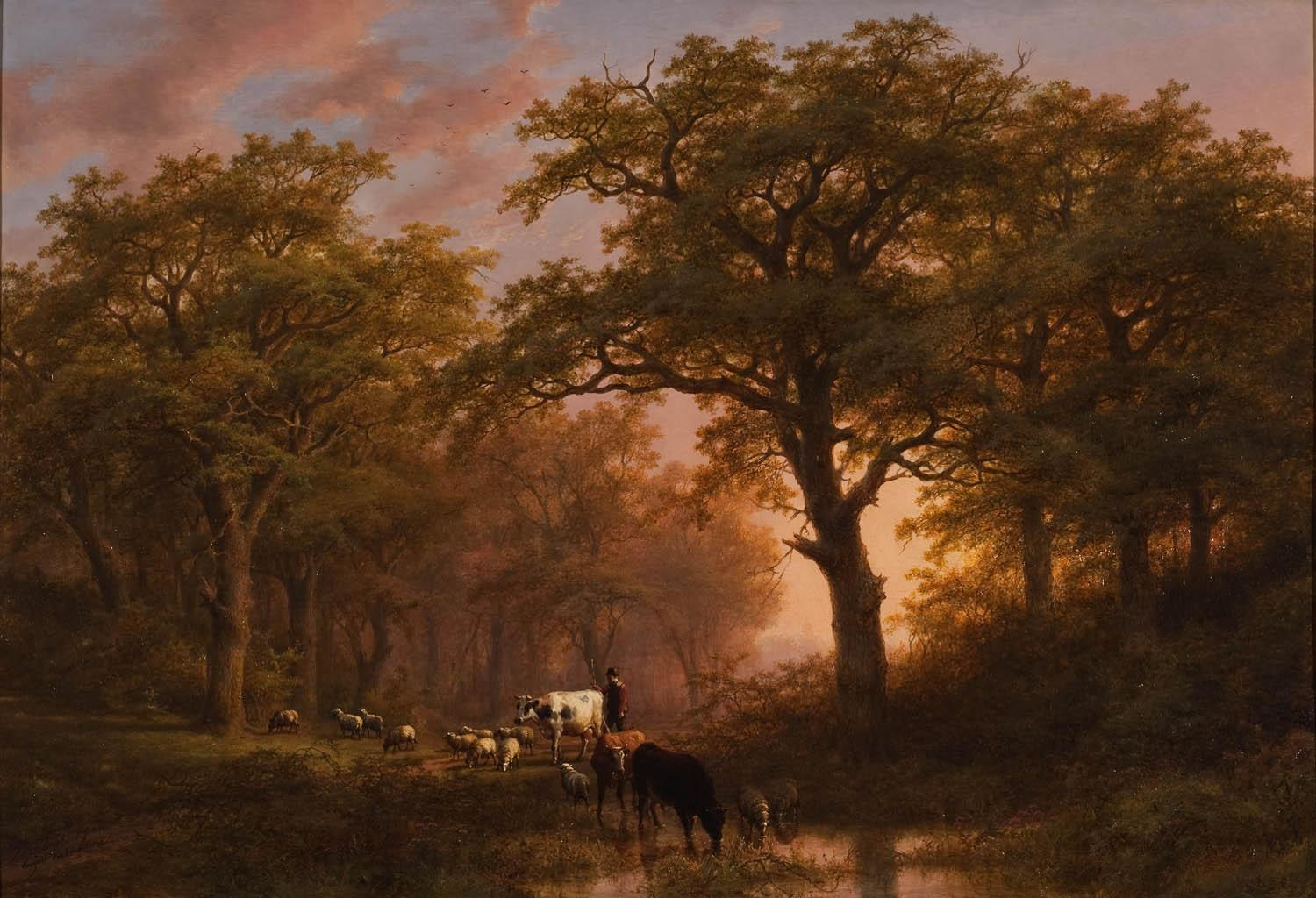
Летний пейзаж со стадом
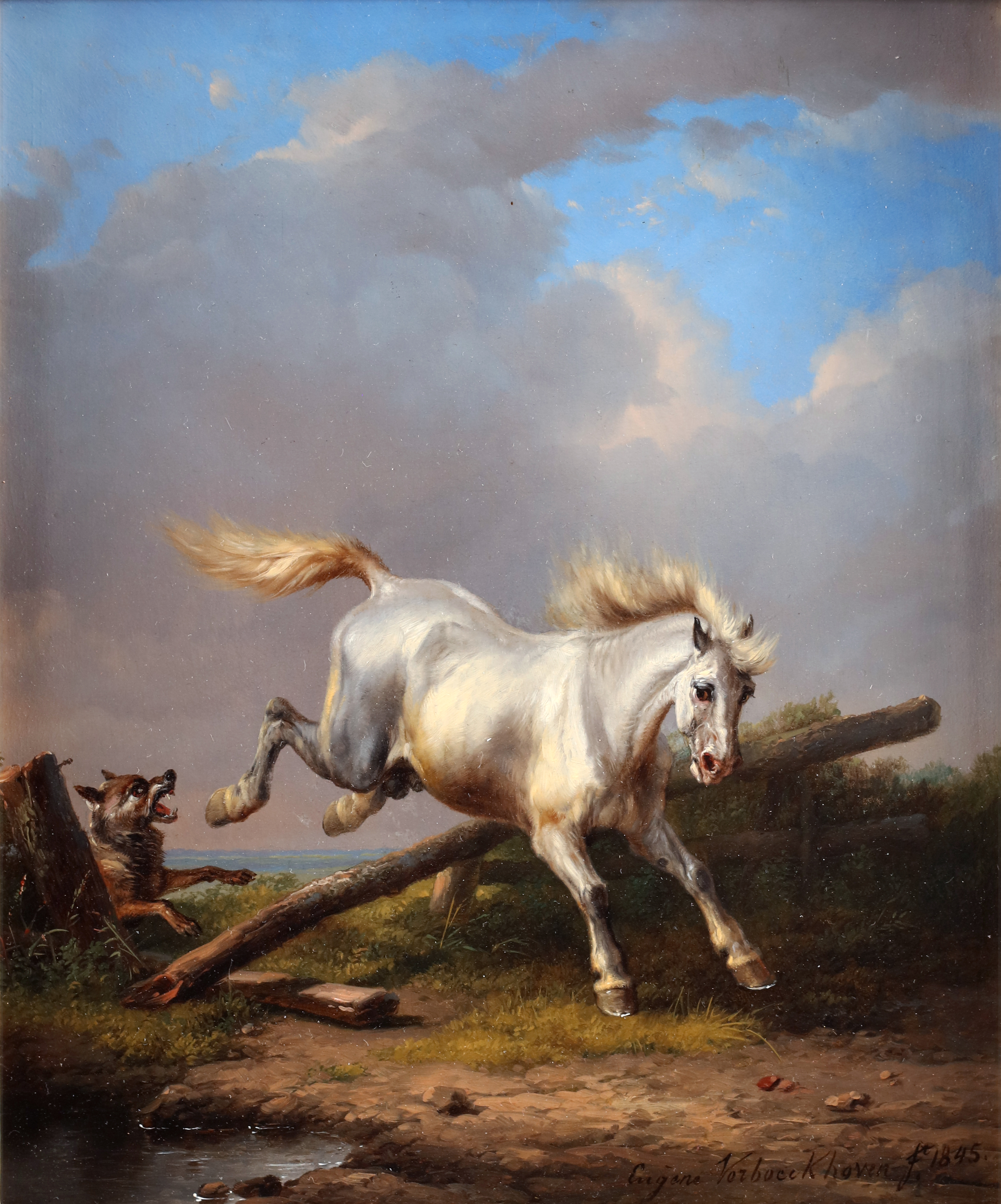
Конь, преследуемый волком
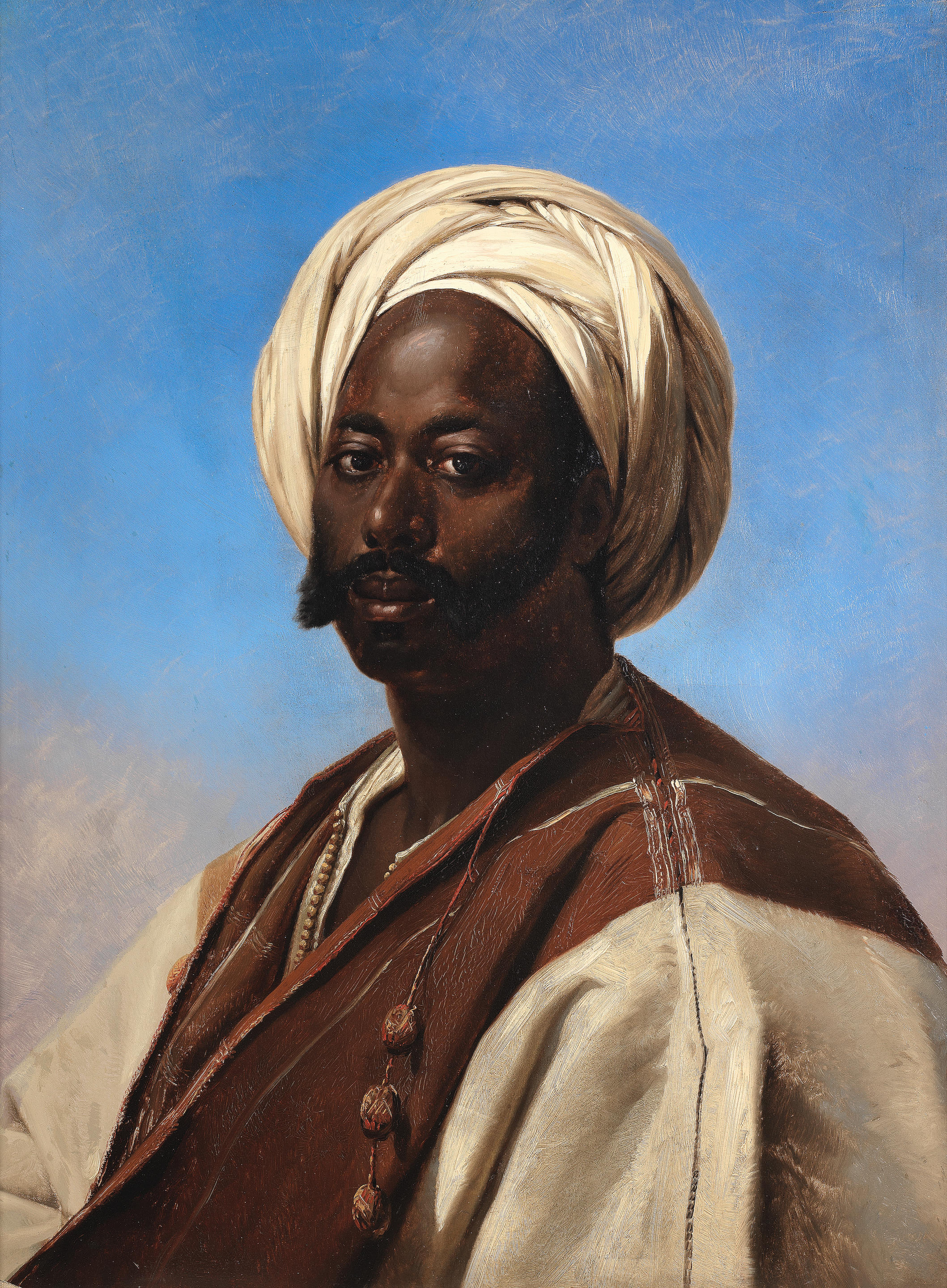
Портрет мужчины в белом тюрбане
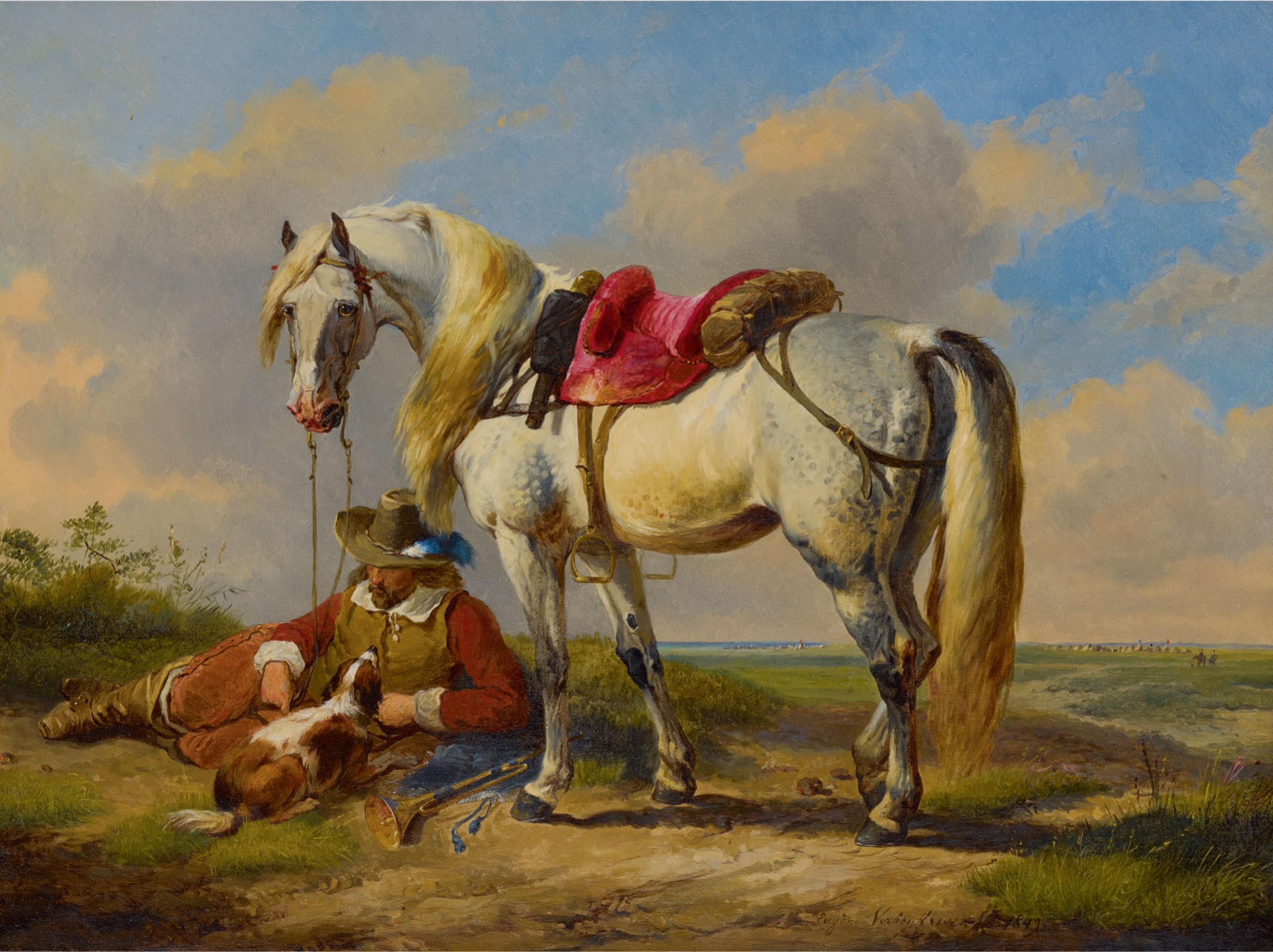
Отдых кавалериста
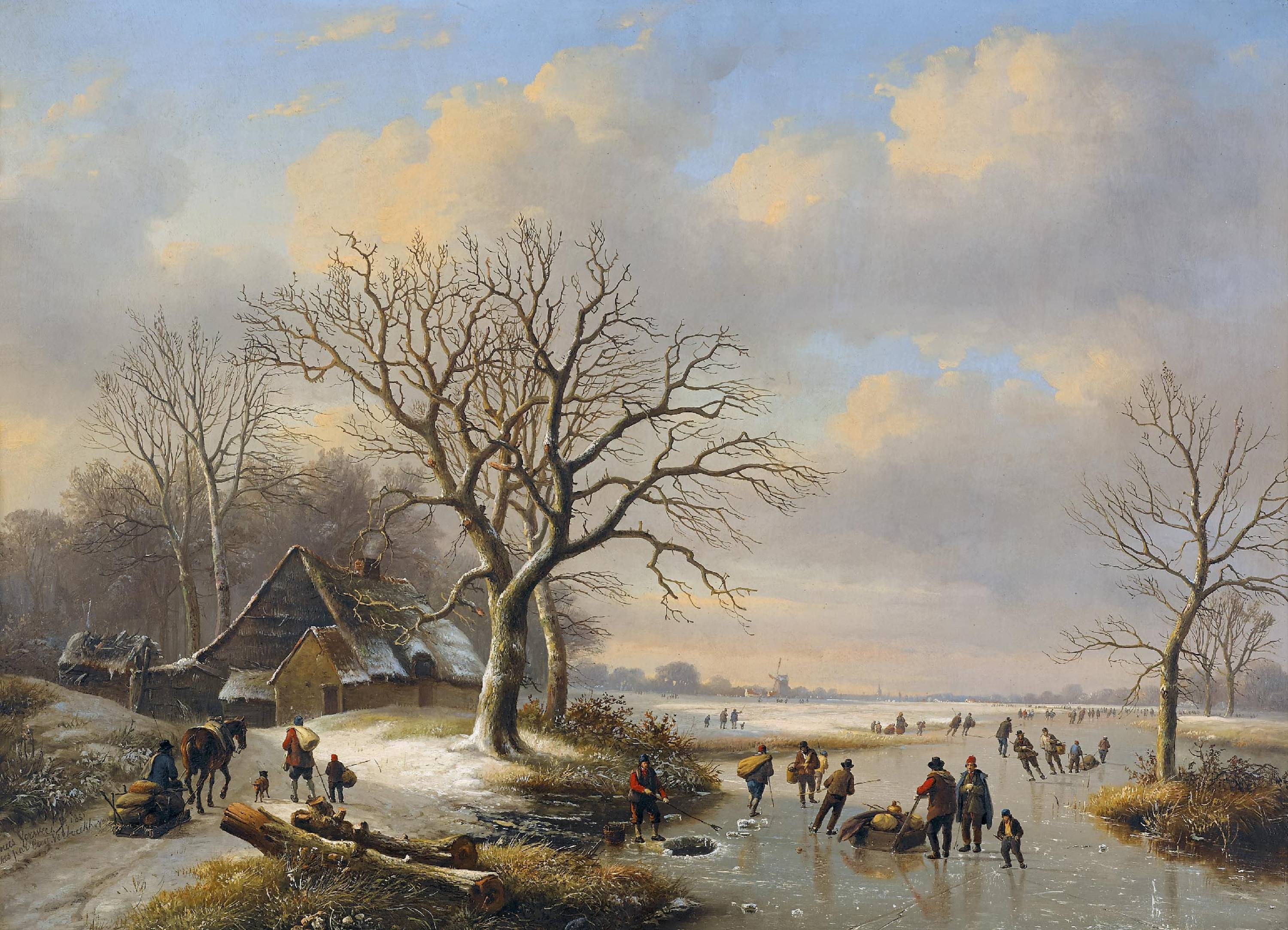
Зимний пейзаж с конькобежцами и рыбаками
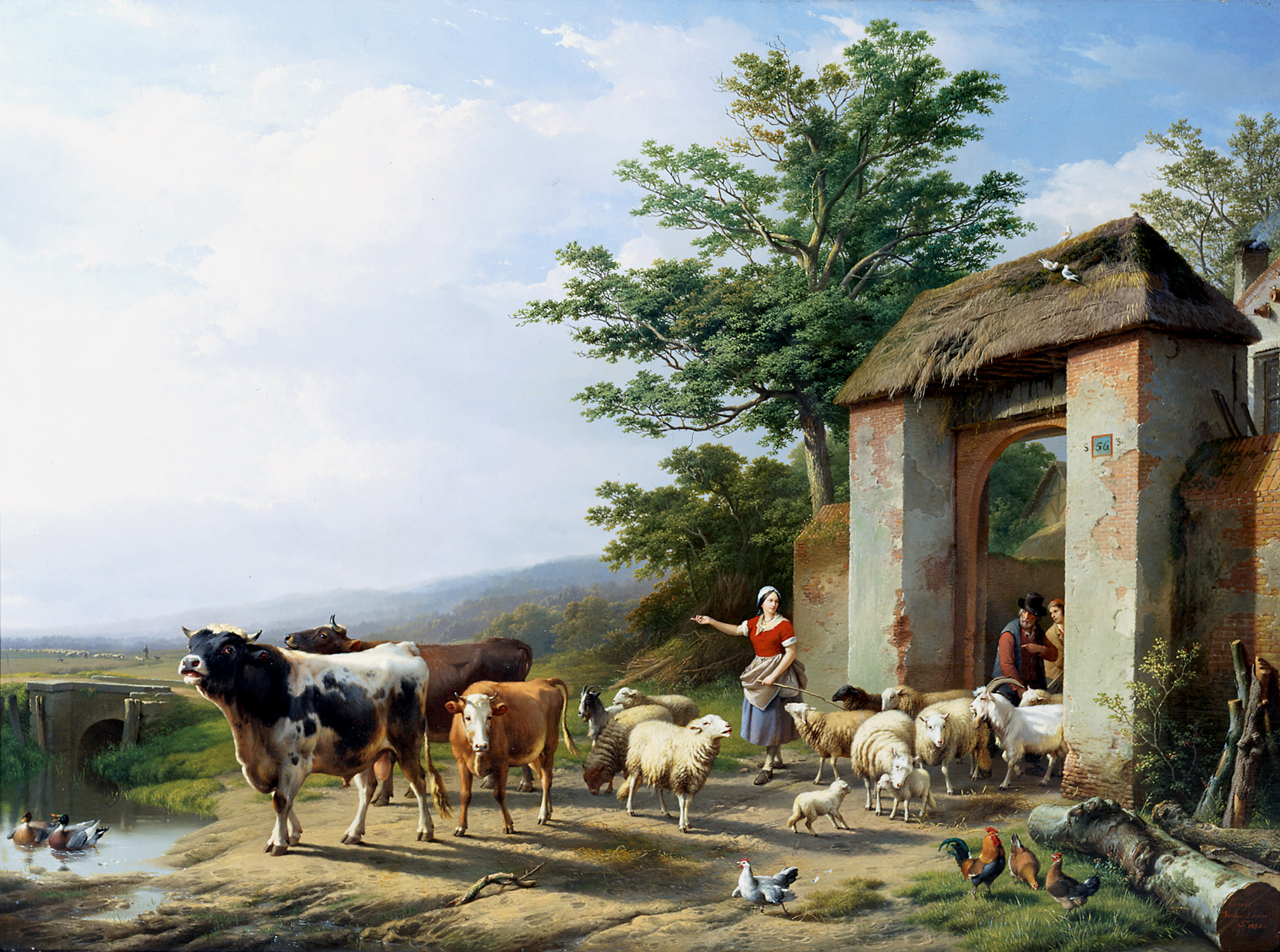
Пастушка со стадом